# Kastell Banatska Palanka

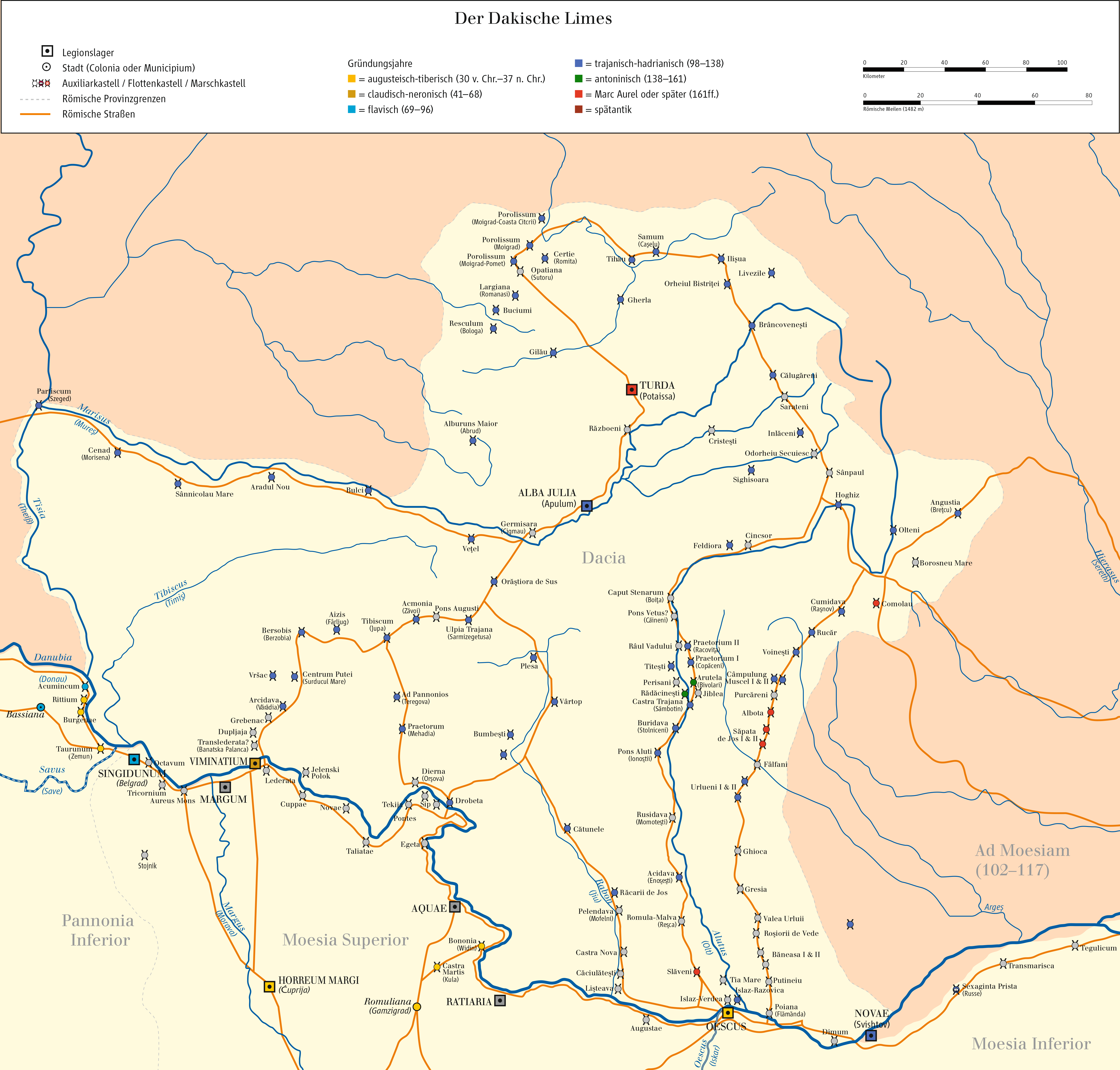
Der Limes in Dakien

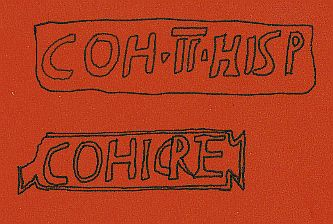
Ziegelstempel der Cohors II Hispanorum und der Cohors I Cretum
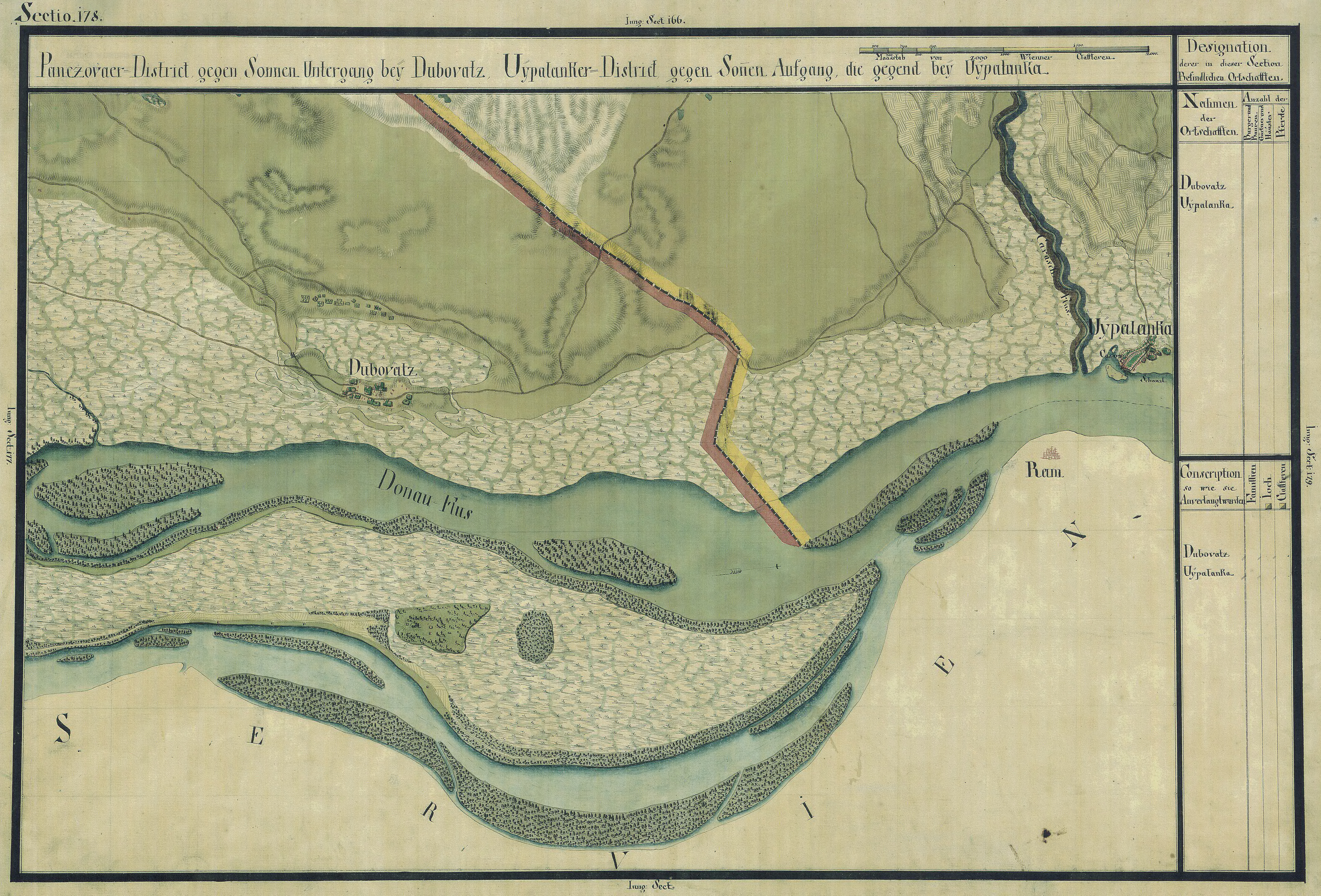
Die Donau bei Palanka auf einer Militärkarte des 18. Jahrhunderts (Josephinische Landesaufnahme, 1769–72)

Das Kastell Banatska Palanka war ein römisches Hilfstruppenlager und Bestandteil der Festungskette des dakischen Limes (limes Daciae/Provinz Dacia Superior) auf dem Gebiet der Stadt Palanka (serbisch-kyrillisch Банатска Паланка, ungarisch Palánk) im Süden der autonomen serbischen Provinz Vojvodina, Landschaft Banat, Bela Crkva im Okrug Južni Banat.
Es sicherte zusammen mit der Besatzung des am Südufer der Donau gelegenen Kastells Lederata einen wichtigen Donauübergang von Mösien nach Dakien. Die Fundstelle ist zur Gänze unerforscht. Lesefunde und Ziegelstempel befinden sich heute im Nationalmuseum Belgrad.

## Lage
Palanka liegt am Nordufer der Donau gegenüber der Ortschaft Ram. Das Kastell lag direkt am Donauufer an der wichtigen Straßenverbindung Lederata – Tibiscum, südlich des heutigen Stadtgebietes. Im Gelände ist die Befestigung heute noch als deutliche Erhebung erkennbar.

## Entwicklung und Funktion
Bedingt durch seine geographische Lage, war das Banat für die Römer eines der Haupteingangstore zu den dakischen Provinzen. Eine dieser Verbindungen zum Donaulimes war die Straße nach Tibiscum, die vom Kastell Lederata aus ihren Ausgang nahm. Beim Straßenbau hielten sich die Römer exakt an die topographischen Gegebenheiten und legten die Trasse an den äußeren Rand des Hügellandes und einer Ebene an.
Im ersten Dakerkrieg, 101 n. Chr., setzte sich die Hauptstreitmacht Trajans vom Legionslager Viminatium aus in Marsch und überschritt bei Lederata die Donau. Die dafür benutzte Schiffspontonbrücke und der Brückenkopf am Nordufer wurden dabei durch die Befestigung beim heutigen Palanka gesichert. Von hier aus zogen die Truppen über Arcidava (Värädia), Berzogis und Tibiscum weiter zum Eisernen-Tor-Pass und besiegten die Daker in der Schlacht von Tapae. Das Gegenkastell zum mösischen Lager Lederata war, nach Ausweis der Ziegelstempel, wohl anfänglich von Legionsvexillationen der Legio IV Flavia Felix und Legio VII Claudia besetzt.
Wahrscheinlich wurde das Kastell auch von Angehörigen dieser beiden Legionen erbaut. Der antike Name des Stützpunktes lautete möglicherweise – in Anlehnung an das Kastell am Südufer der Donau – Translederata.
Nach dem Fund einiger Terra-Sigillata-Scherben (Typ Drag. 37) vermutet man, dass hier im 2. bis 3. Jahrhundert n. Chr. auch ein vicus existiert hat. Die Bewohner der Zivilsiedlungen entlang der Hauptverkehrsstraße stellten wahrscheinlich auch Späher (exploratores), die ebenfalls zur Verteidigung, Überwachung und Sicherung eingesetzt wurden.
Der vermutlich danach in diesem Kastell stationierten Reitereinheit Ala II Pannoniorum
und den Auxiliarkohorten der Cohors II Hispanorum Scutata Cyrenaica equitata und Cohors I Cretum oblag die Kontrolle des Schiffsverkehrs auf dem Strom und die Überwachung und Sicherung der Straßenverbindung von Kastell Lederata nach Kastell Tibiscum, die von der Donau weiter in das Innere Dakiens verlief. Beide Einheiten zählten zu Beginn des Krieges noch zum mösischen Heer. Die Hispanier waren vermutlich nur während des ersten Dakerkrieges hier stationiert und wurden später nach Virset verlegt.

## Denkmalschutz
In Serbien hat der Schutz archäologischer Objekte und Zonen oberste Priorität und wird durch das 1994 definierte Denkmalschutzgesetz (Amtsblatt SG RS, 71/94) mit seinen nachfolgenden Änderungen und Zusätzen sowie durch spezielle Erlasse geregelt. Zuständig ist das zum Ministerium für Kultur gehörende serbische Denkmalamt in Belgrad. Nachforschungen und gezieltes Sammeln von Funden sind erlaubnispflichtig. Die Beschädigung und Zerstörung von archäologischen Fundobjekten und Fundplätzen ist innerhalb von 24 Stunden den Behörden zu melden. Ohne Rücksprache mit dem serbischen Denkmalamt dürfen keine Antiken außer Landes gebracht werden. Vergehen werden als kriminelle Handlungen im Sinne der serbischen Gesetzgebung bestraft. Bei der Einreise in die Europäische Union ist mit Überprüfungen zu rechnen.

## Weiterführende Literatur
- Nicolae Gudea: Limesul Daciei romanc de la Traianus la Aurelianus. In: Acta Musei Porolissensis 1, 1977. S. 109 (in rumänischer Sprache).
- Nicolae Gudea: Der Limes Dakiens und die Verteidigung der obermoesischen Donaulinie von Trajan bis Aurelian. In: Aufstieg und Niedergang der römischen Welt. Teil II, Band 6. Walter de Gruyter, Berlin-New York 1977, ISBN 3-11-006735-8, S. 871 (darin S. 871: 12. Liste der Militärlager).
- Felix Milleker: Délmagyarország régiségleletei a honfoglalás előtti idökböl. (Die archäologischen Funde Südungarns vor der Landnahmezeit.) Temeschburg 1899, S. 245 (in ungarischer Sprache).
- Draga Garasanin: Katalog metala, Katalog der vorgeschichtlichen Metalle, Nationalmuseum Belgrad, Katalozi Prajstoria 1954, S. 217.
- Jan Benes: Auxilia Romana in Moesia atque in Dacia: zu den Fragen des römischen Verteidigungssystems im Unteren Donauraum und in den angrenzenden Gebieten. Academia Verlag, Prag 1978, S. 39–40.
- Karl Strobel: Untersuchungen zu den Dakerkriegen Trajans. Studien zur Geschichte des mittleren und unteren Donauraumes in der Hohen Kaiserzeit. Habelt, Bonn 1984, ISBN 3-7749-2021-4 (= Antiquitas 1, 33).
- Karl Strobel: Die Donaukriege Domitians. Habelt, Bonn 1989 (= Antiquitas 1, 38), ISBN 3-7749-2368-X.
- A. Jovanovic: The problem of the location of Lederata. In: Petar Petrović, Slobodan Dušanić (Hrsg.): Roman Limes on the Middle and Lower Danube. Archaeological Institute, Belgrad 1996, S. 69–72.
- Milanka Bordevic: Limes Danube. 1996.